# یواس‌اس ریو (اس‌پی-۵۸۸)
یواس‌اس ریو (اس‌پی-۵۸۸) (به انگلیسی: USS Raeo (SP-588)) یک کشتی بود که طول آن ۷۳ فوت (۲۲ متر) بود. این کشتی در سال ۱۹۰۸ ساخته شد.